# Culpable de este amor
Culpable de este amor é uma telenovela argentina produzida e exibida pela Telefe entre 12 de janeiro e 2 de novembro de 2004.

## Elenco
- Laura Cazenave - Gianella Neyra
- Agustín Rivero - Juan Darthés
- Fernando Salazar - Mauricio Dayub
- Marcos Soler - Raúl Taibo
- Virginia Marvin - Gloria Carrá
- Román Machado - Rafael Ferro
- Julia Rodríguez de Soler - Silvia Kutika
- Pablo Casenave - Mariano Bertolini
- Víctor Musad - Ramiro Blas
- Lorena Villaalba - María Carámbula
- Soledad - Catalina Artusi
- Alejo (Nicolás García) - Darío Lopilato
- Vilma Zapata - Noemí Frenkel
- Diana Segovia - Magela Zanotta
- Gabriela Sánchez - Leonora Balcarce
- Gastón Rivero - José María Monje
- Clara Salcedo - Julieta Novarro
- Verónica Iglesias - Sabrina Garciarena
- Luciana - Manuela Pal
- Gustavo Ludueña - Marcelo Melingo
- Roberta Soldati - Lucrecia Capello
- Jimena - Bettina O'Connell
- Sandra Quiñones - Silvina Acosta
- Sarita - Loren Acuña
- Labarde - Sergio Bermejo
- Amalia Bruzzi - Malena Figo
- Miguel Bruzzi - Daniel Orlando García
- Néstor Gómez - Manuel Novoa
- Lucio Andrade - Patricio Pepe
- Celso Azor - Guido d'Albo
- Guillermo 'Willy' López - Maxi Zago
- Lic. Chávez - Jorge Alberto Gómez
- Doctor Polack - Carlos Rivkin
- Policial Morales - Daniel Campomenosi
- Pamela Díaz (Marcela Aguirre de Machado) - Verónica Ponieman
- Doctor Jiménez - Marcelo Breit
- Teodoro - Guillermo Marcos
- Greta - Beatriz Thiabaudin